# Roger Spottiswoode
Roger Spottiswoode (* 5. Januar 1945 in Ottawa, Ontario) ist ein britisch-kanadischer Film- und Fernsehregisseur.

## Leben
Roger Spottiswoode wurde im Jahr 1945 in Ottawa als Sohn des britischen Filmwissenschaftlers und Produzenten Raymond Spottiswoode (1913–1970) geboren.
Er arbeitete ab Mitte der 1960er Jahre in Großbritannien als Assistenz-Filmeditor von John Bloom an einigen Spiel- und Dokumentarfilmen, bevor er von Sam Peckinpah für den Schnitt des Filme Wer Gewalt sät (1971) engagiert wurde. Im Anschluss arbeitete er mit Peckinpah an dessen Spätwestern Pat Garrett jagt Billy the Kid (1972).
Nach einigen weiteren Arbeiten als Filmeditor übernahm Spottiswoode ab 1979 erste Regie-Aufträge. Neben hochgelobten Werken wie Under Fire mit Nick Nolte und Jean-Louis Trintignant oder dem Bond-Film Der Morgen stirbt nie lieferte er aber auch von der Kritik verrissene Action-Spektakel wie Air America und The 6th Day. Auch Komödien wie Stop! Oder meine Mami schießt! mit Sylvester Stallone und Scott & Huutsch mit Tom Hanks gehören zu seinem Repertoire.
Im Jahr 1993 erhielt Spottiswoode beim Montreal World Film Festival einen Special Grand Prize of the Jury für And the Band Played On. Im Folgejahr wurde er für dieses Fernsehdrama bei den Emmy Awards nominiert. Seine Filmbiografie Mesmer (1994) mit Alan Rickman in der Hauptrolle schaffte es nie in die Kinos, obwohl Rickman beim gleichen Festival eine Auszeichnung als bester Schauspieler entgegennehmen konnte. Im Jahr 1998 gewann er einen Gemini Award für die Regie von Hiroshima.
Im Jahr 2011 saß Spottiswoode in der Jury des 8. indischen Filmfestivals in Stuttgart.
Er ist Mitglied der Directors Guild of Canada.
Aus seiner von 1983 bis 1997 bestehenden Ehe mit Holly Palance, der Tochter von Jack Palance und Virginia Baker, gingen zwei Kinder hervor.

## Filmografie
Als Regisseur
- 1980: Monster im Nachtexpreß (Terror Train)
- 1981: Die Jagd (The Pursuit of D. B. Cooper)
- 1983: Fäuste, Gangs und heiße Öfen – Verstärkung von der Straße (The Renegades, Fernsehfilm)
- 1983: Under Fire
- 1986: Rocket Man (The Best of Times)
- 1987: Im Angesicht des Richters (The Last Innocent Man, Fernsehfilm)
- 1988: Mörderischer Vorsprung (Shoot to Kill)
- 1989: Tote lieben besser (Third Degree Burn, Fernsehfilm)
- 1989: Scott & Huutsch (Turner & Hooch)
- 1990: Air America
- 1991: Stop! Oder meine Mami schießt! (Stop! Or My Mom Will Shoot)
- 1993: … und das Leben geht weiter (And the Band Played On, Fernsehfilm)
- 1993: Mesmer
- 1995: Hiroshima (Fernsehfilm)
- 1997: Tödliches Geständnis (Murder Live!, Fernsehfilm)
- 1997: Der Morgen stirbt nie (Tomorrow Never Dies)
- 2000: Noriega – Gottes Liebling oder Monster? (Noriega: God’s Favorite, Fernsehfilm)
- 2000: The 6th Day
- 2002: Die Matthew Shepard Story (Fernsehfilm)
- 2003: Gefangen im ewigen Eis – Die Geschichte der Dr. Jerri Nielsen (Ice Bound, Fernsehfilm)
- 2003: Spinning Boris
- 2005: Ripley Under Ground
- 2007: Shake Hands with the Devil
- 2008: Die Kinder der Seidenstraße (The Children of Huang Shi)
- 2009: Forgiveness and Justice (Dokumentarfilm)
- 2012: Beyond Right and Wrong: Stories of Justice and Forgiveness (Dokumentarfilm)
- 2014: Midnight Sun
- 2016: Bob, der Streuner (A Street Cat Named Bob)
- 2018: The Beach House (Fernsehfilm)

Als Drehbuchautor
- 1982: Nur 48 Stunden (48 Hrs.)

Als Filmeditor
- 1971: Wer Gewalt sät (Straw Dogs)
- 1972: Pat Garrett jagt Billy the Kid (Patt Garrett & Billy the Kid)
- 1974: Spieler ohne Skrupel (The Gambler)
- 1975: Ein stahlharter Mann (The Streetfighter)